# Camilo Benítez de Lugo

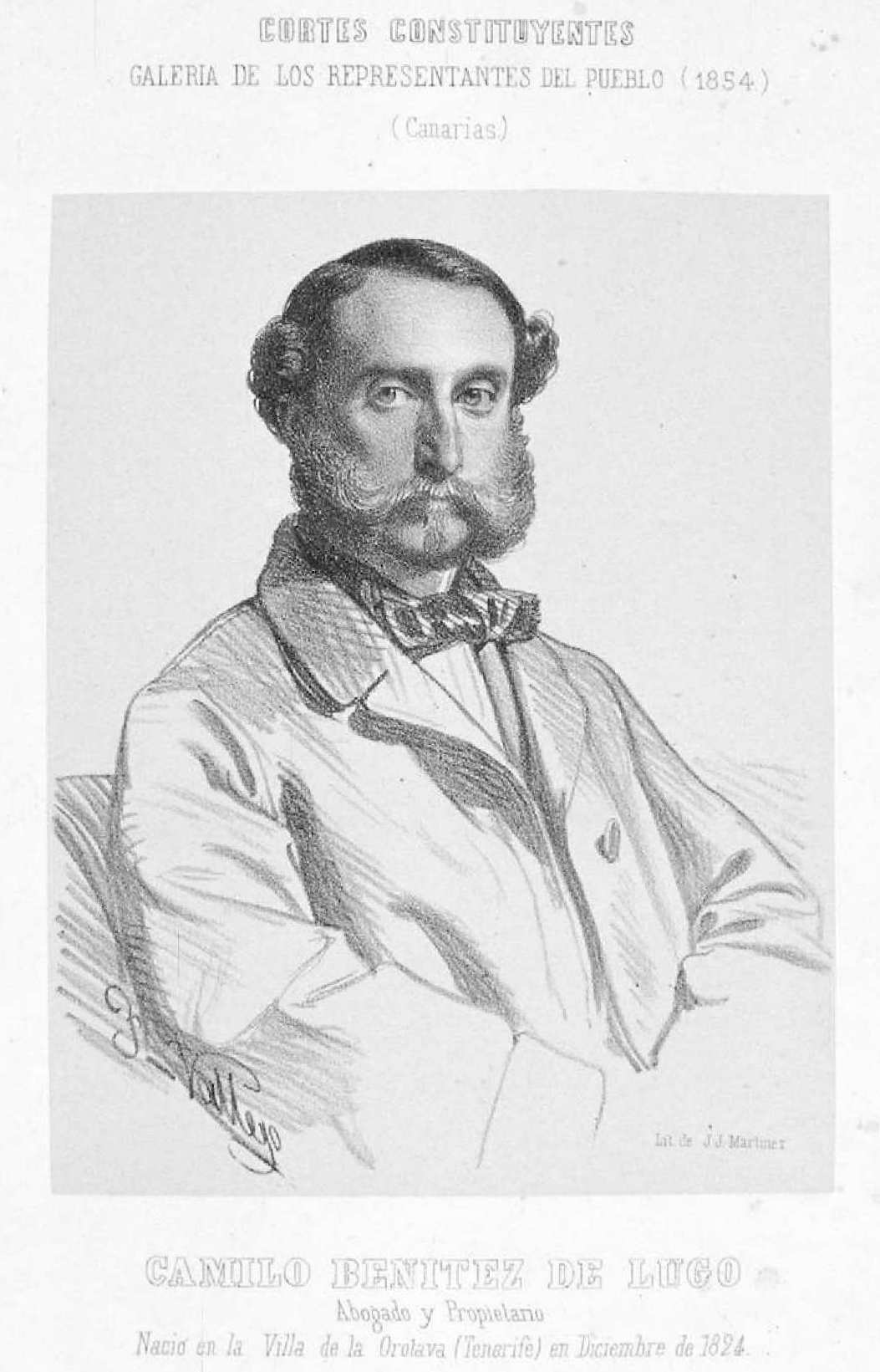
Retrato de Camilo Benítez de Lugo, litografía de José Vallejo y Galeazo para la serie: Cortes constituyentes: galería de los representantes del pueblo (1854). Inscripción al pie: «Camilo Benítez de Lugo / Abogado y Propietario / Nació en la Villa de la Orotava (Tenerife) en diciembre de 1824». «Centro izquierdo». Biblioteca Nacional de España.

Camilo Benítez de Lugo y Medrana (La Orotava, 1824-Madrid, 1873) fue un abogado, propietario y político liberal español. Elegido diputado en 1854 por la circunscripción de Canarias, formó parte de las Cortes Constituyentes del Bienio Progresista.
Miembro de la Unión Liberal, al triunfar la Gloriosa (septiembre de 1868), fue designado sucesivamente gobernador civil de Canarias, Lérida y Vizcaya, cargo que desempeñaba el 1 de septiembre de 1870 cuando por la defección de los dos diputados generales del Señorío, coincidiendo con el alzamiento carlista en el que se les supuso implicados, procedió a nombrar una diputación foral interina, prescindiendo de la existente. En febrero de 1871 dimitió como gobernador civil de Vizcaya, y pasó a ocupar el gobierno civil de Sevilla en abril del mismo año. Enfrentado con demócratas y republicano federales, disolvió algún ayuntamiento de ese signo, como el de Alcalá de Guadaira, y finalmente la propia diputación provincial. Tanto la derecha carlista como los medios progresistas se manifestaron muy críticos con su intervencionismo en los procesos electorales y, acusado de fraude, en abril de 1872 fue denunciado ante el Tribunal Supremo por una comisión de letrados progresistas. Cesado en junio, pasó a dirigir por unos días y en comisión la Gaceta de Madrid.